# Medalja časti
Medalja časti (Medal of Honor) najviše je vojno odličje koje dodjeljuje Vlada Sjedinjenih Američkih Država. Dodjeljuje se pripadniku Oružanih snaga Sjedinjenih Država koji se istakao u "vođen dužnošću pod rizikom njegovog (njezinog) života iznad ili ispod poziva dužnosti sudjelujući u akciji protiv neprijatelja Sjedinjenih Država." Zbog kriterija po kojem se dodjeljuje, ovo odlikovanje se često dodijeli i posmrtno.
Pripadnici svih rodova Američkih oružanih snaga mogu primiti ovo odličje, a svaki rod ima posebno dizajniran s iznimkom za Marince i Obalnu stražu, koji koriste dizajn Mornarice. Medalju časti osobno dodjeljuje predsjednik Sjedinjenih Američkih Država primatelju, ili iznimno, ako se dodjeljuje postumno, obitelji primatelja. Zbog njezina časnog statusa, Medalja časti je pod posebnom zaštitom SAD-a. Svi pripadnici američkih Oružanih snaga, uključujući i Predsjednika države kao Vrhovnog zapovjednika, dužni su pozdraviti nositelja Medalje časti. Na primjer, general je dužan pozdraviti u stavu mirno običnoga narednika, koji je nositelj te medalje.
Medalja časti je jedna od dva odličja koja imaju oblik ogrlice. Drugo takvo odličje je Legion of Merit, zapovjednog stupnja, a dodjeljuje se i američkom i stranom vojnom osoblju.

## Zanimljivost
Od 3500 primatelja Medalje časti 22 su Hrvati, a neki od njih su:
- Petar Herceg Tonić
- Lujo Čukela (dvostruki dobitnik Medalje časti)
- James I. Meštrović (Mestrovich) (podrijetlom iz Boke kotorske)
- Michael Pain (roditelji iz Gline)
- Michael Josip Novosel (američki veteran Prvoga svjetskoga rata, Drugoga svjetskoga rata i Vijetnamskog rata
- John J. Tominac (pukovnik američke vojske, sudionik Drugoga svjetskoga rata, Korejskoga i Vijetnamskoga rata)

## Vanjske poveznice
- Medal of Honor  Arhivirana inačica izvorne stranice od 15. rujna 2007. (Wayback Machine)